# Cyril Buffet
 (octobre 2017).
Cyril Buffet, né en 1958, est un historien français.

## Biographie
Ancien élève du lycée Condorcet de Paris, il fait ses études à l'Université Paris-Sorbonne. 
Il est docteur habilité de l'université Paris-III Sorbonne Nouvelle en histoire contemporaine et en études germaniques. Il a été chercheur au Centre Marc Bloch de Berlin, a enseigné à l'Université Humboldt de Berlin, à l'Université de Reading, à l'Institut national des langues et civilisations orientales et à l'École supérieure de journalisme de Lille. Il a été collaborateur scientifique au musée des Alliés de Berlin, et a travaillé de 2005-2015 comme directeur d’études à Seminar Forum in Berlin. Il a été assistant parlementaire du Président de la Commission des Affaires étrangères de l’Assemblée nationale jusqu’en mai 2017.[réf. nécessaire]
Buffet travaille aussi comme chercheur et auteur voir consultant pour des documentaires de télévision et est auteur d'exposition réelles et virtuelles.

## Publications
- Le Jour où le mur est tombé, Paris: Larousse, 2009,  (ISBN 9782035836656).
- Defunte DEFA : Histoire de l’autre cinéma allemand, Paris : 7e Art, 2008,  (ISBN 2204085464).
- Le Mur de Berlin, Caen: Mémorial de Caen, 1999,  (ISBN 291020197X).
- Fisimatenten: Les Français à Berlin et en Brandebourg, Berlin: Sénat, 1997; 2e impression 1999, 3e nouvelle édition 2004.
- Histoire de Berlin. Des origines à nos jours, Paris: Presses universitaires de France, coll. « Que sais-je ? », 1994,  (ISBN 2130466656).
- Berlin, Paris: Fayard, 1993,  (ISBN 2213029822).
- La France et l'Allemagne, 1945-1949, Paris: Armand Colin, 1991, Prix de Strasbourg 1993,  (ISBN 2200372574).
- directeur : Cinema in the Cold War: Political Projections, Abigdon: Routledge, 2015,  (ISBN 1138952346).
- avec Lori Maguire (dir): Cinéma et Guerre froide, Paris: Cinemaction, 2014,  (ISBN 2847065547).
- avec Bernard Genton et al.: Die Kulturpolitik der vier Besatzungsmächte in Berlin, 1945-1949, Leipzig: Universitätsverlag, 1999
- avec Nicole Pietri & Bernard Michel : Les Villes germaniques au XIXe siècle, Paris : SEDES, 1992
- avec Uwe Prell : Stabilität und Teilung: die Berlin-Krise 1948/49, Auftakt zum Kalten Krieg in Europa, Berlin-Ouest : Arno Spitz, 1987.
- avec Rémy Hardourtzel : La Collaboration, Paris : Perrin, 1989, 276 p., Prix de l’Académie française.
- directeur avec Leopoldo Nuti: Dividing the Atom:  Proliferation and Nuclear Politics, 1957-1969, Rome: IRS, 1998.
- directeur avec Etienne François, Wolf Lepenies, Anne-Marie Le Gloannec, Nathalie Buffet : France-Allemagne, Paris, ministère des Affaires étrangères, ADPF, 1998, 141 p.
- directeur avec Beatrice Heuser: Haunted by History: Myths in International Relations, Oxford: Berghahn, 1998.

## Filmographie et Expositions
- Documentaire de télévision : Le Cinéma fait le mur (France: 2014).
- Documentaire de télévision : Les meilleurs ennemis du monde: Des influences culturelles entre la France et l’Allemagne. Fremde Freunde. Wechselwirkungen französischer und deutscher Kultur (Arte: 1996), 60 min.
- Exposition : Der private Blick. Fotographien amerikanischer, britischer und französischer Soldaten von 1945, (Berlin, musée des Alliés, 2005).
- Exposition : La Crise des missiles de Cuba. Treize jours qui ébranlèrent le monde, Virtual exhibition (Caen, France: Mémorial de Caen, 2002).
- Exposition : Rideau de béton. Vie et mort du Mur de Berlin. Virtual exhibition (Caen, France: Mémorial de Caen, 1999).
- Exposition : Avec Uwe Prell: Die Berliner Luftbrücke, (Berlin- Tegel, 1987).